# Depresión tropical Cinco (2010)
La depresión tropical Cinco fue un ciclón tropical atlántico que duró doce horas, aunque sus remanentes persistieron durante casi una semana más. Su precursora se originó en una vaguada no tropical al este de Florida, y el 10 de agosto se formó en el sureste del Golfo de México. Fue la quinta depresión de la temporada de huracanes del Atlántico de 2010. El sistema fue desclasificado como ciclón tropical al día siguiente; una circulación remanente se desplazó posteriormente sobre Luisiana y Misisipi, produciendo fuertes lluvias e inundaciones. A lo largo de la costa de Florida, el sistema produjo fuertes olas que contribuyeron a dos muertes. Al adentrarse en el interior, los remanentes de la depresión alcanzaron el centro de Alabama antes de virar hacia el sur. El sistema estuvo a punto de retornar a la categoría de ciclón tropical el 16 de agosto tras alcanzar nuevamente el Golfo de México, pero se desorganizó y viró hacia el norte hacia Misisipi. La depresión provocó que BP retrasara dos veces la construcción de un pozo de alivio para combatir el derrame de petróleo de Deepwater Horizon.

## Historia meteorológica
La depresión se originó a partir de un frente frío en disipación que se extendió desde el noreste del Golfo de México a través de Florida el 7 de agosto, conectado a una zona de baja presión no tropical débil ubicada a varios cientos de millas al este-sureste de Jacksonville, Florida. El sistema presentó convección desorganizada (tormentas eléctricas) y se desplazó generalmente hacia el suroeste tras desplazarse contra la Corriente del Golfo. Las condiciones inicialmente fueron desfavorables para el desarrollo, debido a la fuerte cizalladura del viento en altura y la interacción con tierra. A finales del 9 de agosto, la baja presión alcanzó el sureste del Golfo de México, y el Centro Nacional de Huracanes (NHC) indicó una probabilidad media de desarrollo tropical o subtropical, debido a una disminución prevista de la cizalladura del viento. La convección aumentó gradualmente y se organizó mejor, y un vuelo de cazadores de huracanes a última hora del 10 de agosto confirmó el desarrollo de la depresión tropical Cinco a unas 120 millas (190 kilómetros) al oeste de Fort Myers, Florida.
Al ser clasificada como ciclón tropical, la depresión tropical presentó una circulación amplia y convección profunda organizada. Se ubicó sobre aguas con temperaturas muy cálidas, aunque el entorno en niveles superiores no era propicio para una intensificación significativa. Se pronosticó cizalladura del este, pero el Centro Nacional de Huracanes (CNH) anticipó que la depresión alcanzaría los 70 km/h (45 mph) antes de tocar tierra en Luisiana. Bajo la influencia de una dorsal de nivel medio al norte, se pronosticó que la depresión se desplazaría generalmente hacia el noroeste. A primera hora del 11 de agosto, la convección disminuyó significativamente debido al arrastre de aire seco y a la cizalladura vertical del viento desde una baja altitud cercana. La circulación se volvió difícil de localizar; sin embargo, las condiciones favorecieron el resurgimiento de la actividad tormentosa. Un modelo de predicción de ciclones tropicales pronosticó una intensificación significativa hasta una presión mínima de 968 mbar, y otros modelos pronosticaron que la depresión alcanzaría la categoría de huracán al tocar tierra. A medida que continuaba hacia el noroeste, la circulación se mantuvo amplia y desorganizada, y la convección se mantuvo mínima. A última hora del 11 de agosto, un vuelo de cazahuracanes informó que la depresión ya no era un ciclón tropical, y en un análisis posterior, el Centro Nacional de Huracanes (CNH) determinó que la depresión solo fue un ciclón tropical durante 12 horas. No se previó ninguna remodelación.

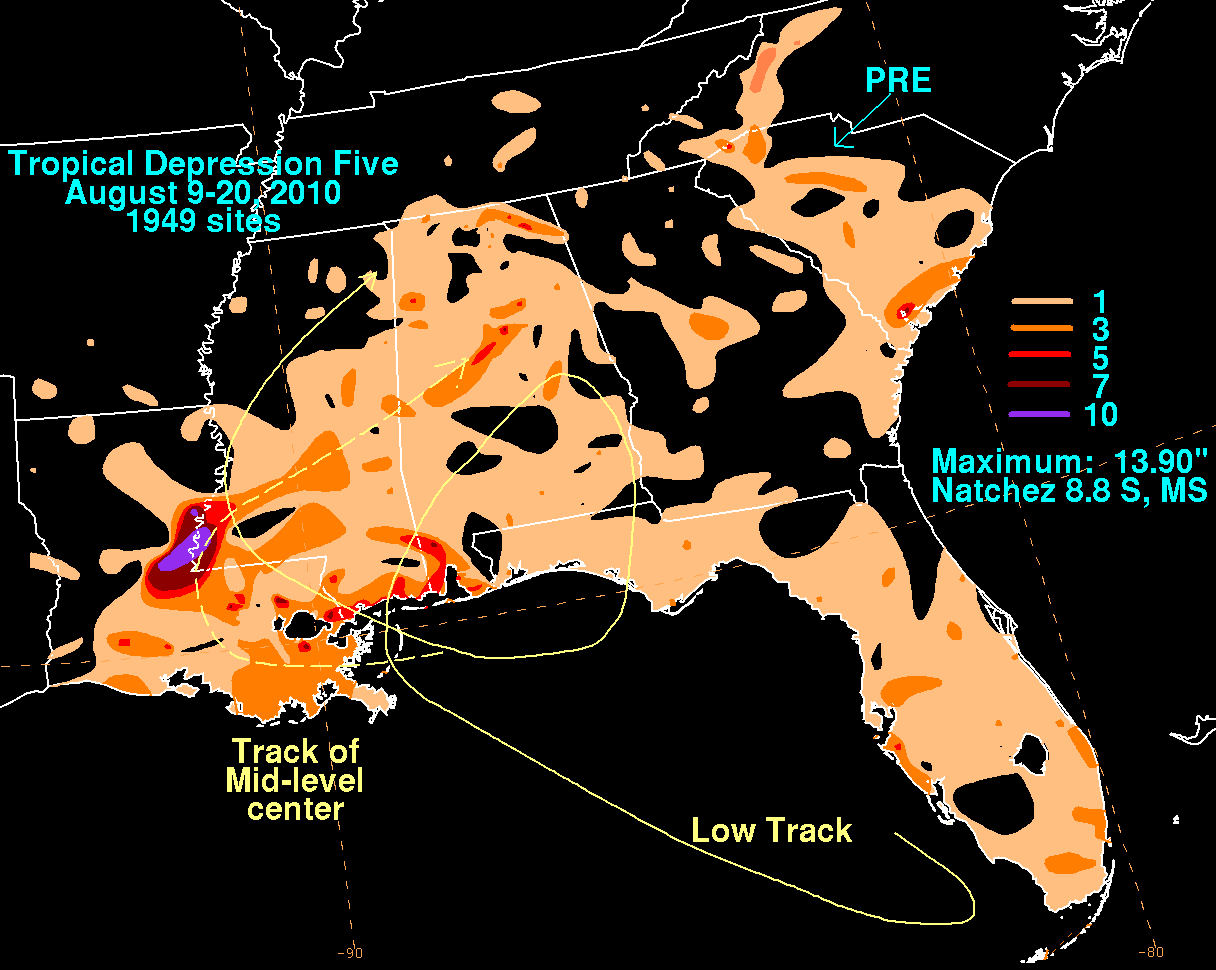
Precipitaciones de la depresión en todo el sur de Estados Unidos

Los restos de la depresión tropical Cinco tocaron tierra en Luisiana el 12 de agosto, momento en el que la circulación ya estaba mejor definida. En el radar se observó una pequeña área circular de convección acercándose a Nueva Orleans, apoyada por la difluencia de un anticiclón sobre Georgia. El sistema avanzó lentamente, girando hacia el noreste y siguiendo tierra adentro a lo largo del sur de Mississippi el 13 de agosto. A última hora del 14 de agosto, los restos llegaron al centro de Alabama y comenzaron a moverse hacia el sur debido a una cresta situada al norte. Al día siguiente llegó al Panhandle de Florida, y antes de que la zona de baja presión llegara a aguas abiertas, el Centro Nacional de Huracanes (CNH) evaluó una probabilidad del 50% de que volviera a desarrollarse debido a las condiciones favorables. A primeras horas del 16 de agosto, la baja presión alcanzó el Golfo de México, y un vuelo de cazahuracanes reportó una circulación y convección débiles, desorganizadas y disociadas. Las condiciones en niveles altos se mantuvieron solo marginalmente favorables, aunque el Centro Nacional de Huracanes (CNH) señaló que «solo un pequeño aumento en la organización resultaría en la formación de una depresión tropical». A primera hora del 18 de agosto, los restos del sistema se disiparon en el suroeste de Mississippi.

## Preparativos e impacto

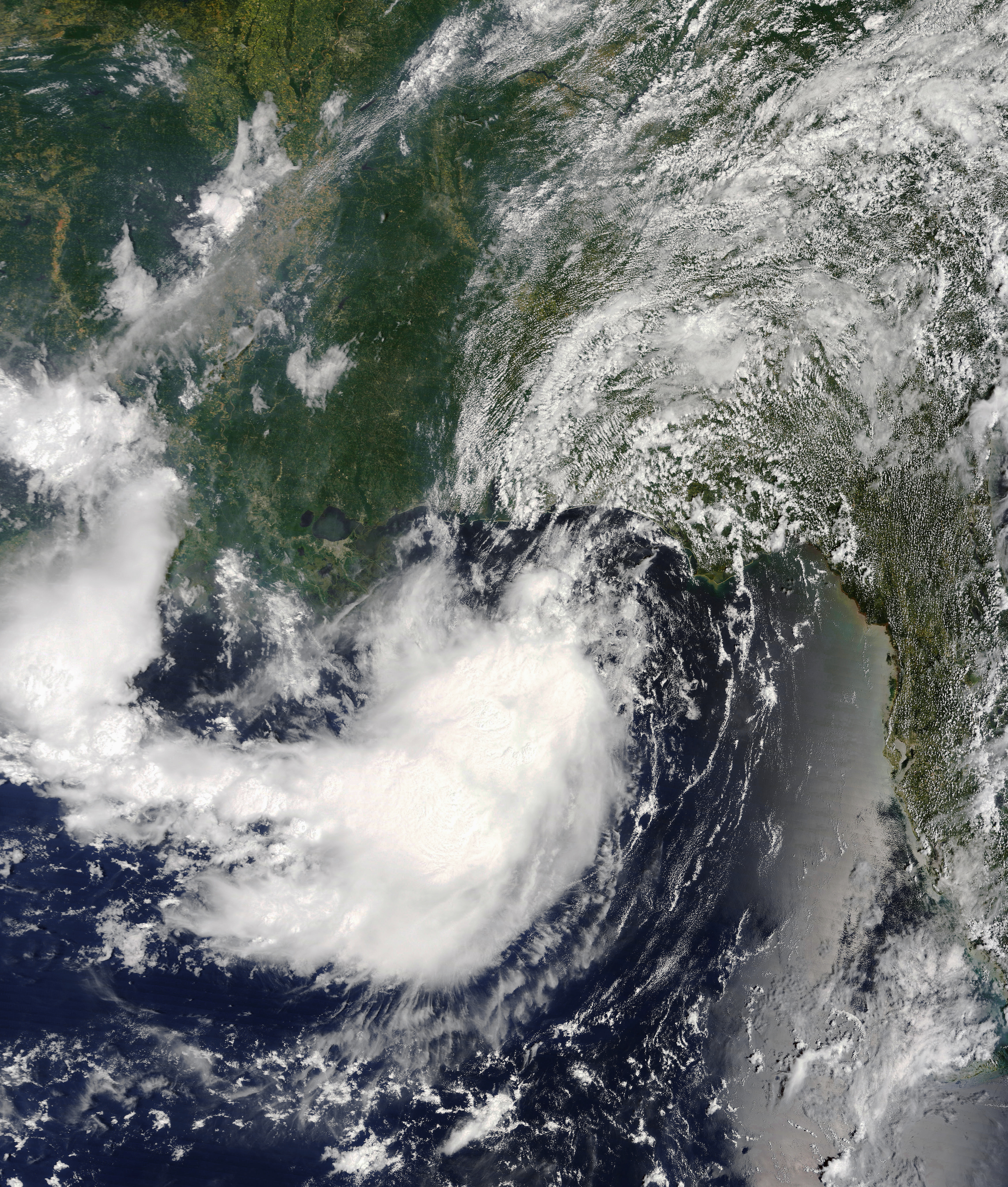
Los remanentes de la Depresión Tropical Cinco recuperan fuerza sobre el noreste del Golfo de México.

Antes de convertirse en ciclón tropical, el sistema dejó fuertes lluvias locales en partes del sur de Florida. El Aeropuerto Internacional de Palm Beach registró 5,7 cm (2,25 pulgadas) el 8 de agosto, un récord para la fecha. El sistema generó un tornado débil cerca de Boca Ratón, que derribó algunos árboles y dañó las tejas de una casa. En Sarasota, las mareas altas del sistema afectaron 200 nidos de tortugas marinas, de los cuales 20 tuvieron que ser transportados a un lugar más seguro. Una vez en el Golfo de México, el sistema en desarrollo amenazó el área afectada por el derrame de petróleo de Deepwater Horizon; esto llevó a BP a detener temporalmente las operaciones de construcción de un pozo de alivio. El mismo suceso ocurrió una semana después, cuando la depresión amenazaba con volver a desarrollarse.
Tras emitir el primer aviso sobre la Depresión Tropical Cinco, el Centro Nacional de Huracanes (CNH) emitió una advertencia de tormenta tropical desde Destin, Florida, hasta Intracoastal City, Luisiana, incluido el lago Pontchartrain y Nueva Orleans. El gobernador de Luisiana, Bobby Jindal, decretó el estado de emergencia debido a la amenaza de la depresión. Los remanentes de la depresión produjeron fuertes olas y corrientes de resaca a lo largo de la costa. En Panama City Beach, Florida, un hombre fue hospitalizado, y en la isla Anna Maria, dos ancianos murieron arrastrados por las corrientes de resaca; se cree que las muertes fueron infartos inducidos por fatiga, y no ahogamientos. En el aviso final sobre la depresión, el Centro Nacional de Huracanes (CNH) señaló el potencial de que el sistema produzca fuertes lluvias en el sur de Estados Unidos. En consecuencia, las oficinas locales del Servicio Meteorológico Nacional emitieron alertas de inundaciones para 12 parroquias de Luisiana y 8 condados de Mississippi. A medida que la depresión se movía por la región, dejó caer fuertes lluvias de hasta 20 cm alrededor del área de Nueva Orleans, inundando calles y entrando en un complejo de apartamentos. Las lluvias del sistema se extendieron hasta Atlanta, donde las tormentas eléctricas dañaron tres casas.
A medida que los remanentes avanzaban hacia el sur, rumbo al Golfo de México, las tormentas eléctricas asociadas azotaron Mobile, Alabama, y produjeron fuertes lluvias, estimadas en hasta 10 cm (4 pulgadas). Las lluvias inundaron varias calles y dañaron la red de agua de la ciudad, dejando a 1921 usuarios sin electricidad. Cuando los remanentes afectaron Misisipi por segunda vez, el sistema dejó caer fuertes lluvias que provocaron inundaciones repentinas cerca de Sibley. El sistema causó daños por valor de aproximadamente un millón de dólares después de que las aguas arrasaran un puente y entraran en varios edificios. A medida que el sistema se acercaba a Luisiana por segunda vez, las Oficinas Meteorológicas Nacionales locales emitieron una alerta de inundación costera y una alerta de inundación repentina. Dieciséis horas de lluvia intensa se registraron en la parroquia de Avoyelles, inundando al menos 40 edificios. Un rayo mató a tres vacas y destruyó una casa, y los daños se estimaron en unos 750.000 dólares. Más hacia el interior, los restos interactuaron con un frente frío estacionario sobre el centro de Tennessee, causando daños por 22 millones de dólares después de que fuertes lluvias afectaran puentes, carreteras y propiedades.